# Ruta Adélie de Vitré
La Ruta Adélie de Vitré (en francès Route Adélie de Vitré) és una competició ciclista francesa que es disputa anualment per les carreteres del voltant de Vitré, Bretanya, durant el mes d'abril.
La cursa es disputa des de 1996, substituint en el calendari el Tour d'Armòrica. Des del 2005 forma part de l'UCI Europa Tour amb una categoria 1.1.
Jaan Kirsipuu, amb dues victòries és el ciclista que més vegades ha guanyat la prova.

## Palmarès
| Any  | Vencedor            | Segon                | Tercer               |         |
| ---- | ------------------- | -------------------- | -------------------- | ------- |
| 1996 | Marc Bouillon       | Thierry Marie        | Serguei Ivanov       |         |
| 1997 | Nicolas Jalabert    | Cyril Saugrain       | Germano Pierdomenico |         |
| 1998 | Jaan Kirsipuu       | Paul Van Hyfte       | Pascal Lino          |         |
| 1999 | Torsten Schmidt     | Nicolas Vogondy      | Max van Heeswijk     |         |
| 2000 | Laurent Brochard    | Jan Bratkowski       | Oscar Cavagnis       |         |
| 2001 | Jaan Kirsipuu       | Stéphane Heulot      | Laurent Brochard     |         |
| 2002 | Marcus Ljungqvist   | Stéphane Heulot      | Laurent Brochard     |         |
| 2003 | Sébastien Joly      | Henk Vogels          | Laurent Brochard     |         |
| 2004 | Anthony Geslin      | Sergio Marinangeli   | Pierrick Fédrigo     |         |
| 2005 | Daniele Contrini    | Moisés Aldape        | Jérôme Pineau        |         |
| 2006 | Samuel Dumoulin     | Aitor Galdós Alonso  | Anthony Geslin       |         |
| 2007 | Rémi Pauriol        | Aleksandr Khatúntsev | Yann Huguet          |         |
| 2008 | Kevyn Ista          | Benoît Vaugrenard    | Jérémie Galland      |         |
| 2009 | Jérôme Coppel       | David Le Lay         | Romain Feillu        |         |
| 2010 | Cyril Gautier       | Laurent Pichon       | Benoît Vaugrenard    |         |
| 2011 | Renaud Dion         | Gianni Meersman      | Steven Tronet        |         |
| 2012 | Roberto Ferrari     | Laurent Pichon       | Julien Simon         |         |
| 2013 | Alessandro Malaguti | Iauhèn Hutaròvitx    | Justin Jules         |         |
| 2014 | Bryan Coquard       | Julien Simon         | Benoît Jarrier       |         |
| 2015 | Romain Feillu       | Nacer Bouhanni       | Timothy Dupont       |         |
| 2016 | Bryan Coquard       | Clément Venturini    | Samuel Dumoulin      |         |
| 2017 | Laurent Pichon      | Cyril Gautier        | Julien Simon         |         |
| 2018 | Silvan Dillier      | Benoît Vaugrenard    | Justin Mottier       |         |
| 2019 | Marc Sarreau        | Bram Welten          | Clément Venturini    |         |
| 2020 | suspesa             | suspesa              | suspesa              | suspesa |
| 2021 | Arvid de Kleijn     | Emmanuel Morin       | Jason Tesson         |         |
| 2022 | Axel Zingle         | Dorian Godon         | Valentin Ferron      |         |
| 2023 | Fredrik Dversnes    | Kévin Vauquelin      | Louis Barré          |         |
| 2024 | Jenthe Biermans     | Sandy Dujardin       | Alexandre Delettre   |         |
| 2025 |                     |                      |                      |         |